# Samsung Galaxy Alpha
Samsung Galaxy Alpha è uno smartphone Android prodotto dalla Samsung Electronics parte della serie Samsung Galaxy A.

## Descrizione
È stato presentato il 13 agosto 2014, ma il dispositivo è stato immesso sul mercato nel mese di settembre 2014. È un dispositivo di fascia alta. Il Galaxy Alpha è il primo smartphone di Samsung che ha una struttura metallica, anche se il resto del suo aspetto fisico assomiglia ai modelli precedenti, come il Galaxy S5 il quale è considerato il suo fratello-gemello maggiore. Inoltre incorpora un nuovo processore, il Samsung Exynos 5430.

### Software
Il supporto software per questo dispositivo è stato incredibilmente scarso rispetto a quello usualmente offerto da Samsung per propri dispositivi di fascia alta.
Inoltre, non tutte le versioni del disposotivo hanno ricevuto gli stessi aggiornamenti.
Rilasciato con Android 4.4.4 KitKat, Galaxy Alpha è stato aggiornato ad Android 5.0.2 Lollipop in quasi tutti i mercati, ricevendo così un solo aggiornamento principale del sistema operativo.
Monta l'interfaccia grafica TouchWiz.
Le ultime patch di sicurezza disponibili risalgono ad agosto 2017 in un numero limitato di mercati, in altri paesi gli aggiornamenti sono cessati nel corso del 2016 ed in altri ancora sono stati pubblicati aggiornamenti minori e in ritardo rispetto ad altri mercati fino al 2019, senza alcun tipo di avanzamento delle patch di sicurezza.